# Fridolin von Sandberger
Carl Ludwig Fridolin von Sandberger, född 22 november 1826 i Dillenburg, död 11 april 1898 i Würzburg, var en tysk mineralog, geolog och paleontolog. Han var far till musikvetaren Adolf Sandberger.
Sandberger studerade vid universiteten i Bonn, Heidelberg och Giessen och disputerade för doktorsgraden vid det sistnämnda 1846. Han studerade därefter vidare i Marburg, där han författade Übersicht der geologischen Verhältnisse des Herzogtums Nassau (1847). År 1849 blev han föreståndare för naturhistoriska museet i Wiesbaden, utnämndes 1855 till professor i mineralogi och geologi i Karlsruhe och innehade 1863–1896 motsvarande befattning i Würzburg.
Förutom sju större verk utgav han över 300 smärre arbeten och uppsatser i paleontologi, mineralogi och geologi. Bland hans större arbeten kan nämnas Die Land- und Süsswasserkonchylien der Vorwelt (1871–1876) och Untersuchungen über Erzgänge (1881–1885).
Auktorsnamnet Sandb. kan användas för Fridolin von Sandberger i samband med ett vetenskapligt namn inom botaniken; se Wikipediaartiklar som länkar till auktorsnamnet.